# Банк Уганды
Банк Уганды (англ. Bank of Uganda) — центральный банк Уганды.

## История
До 1966 года Уганда входила в зону деятельности Валютного совета Восточной Африки, выпускавшего общую валюту британских владений в Восточной Африке.
15 августа 1966 года начал операции Банк Уганды. 100 % капитала банка принадлежит правительству Уганды.